# Przystań (film)
Pour les articles homonymes, voir Przystań.
Pour plus de détails, voir Fiche technique et Distribution.
Przystań est un film polonais réalisé par Paweł Komorowski, sorti en 1971.

## Fiche technique
- Titre : Przystań
- Titre en anglais : Haven
- Réalisation : Paweł Komorowski
- Scénario : Marek Nowakowski et Stanisław Kokesz
- Musique : Wojciech Kilar
- Son : Leszek Wronko
- Photographie : Mieczysław Jahoda
- Montage : Halina Nawrocka
- Pays :  Pologne
- Genre : Drame
- Durée : 81 minutes
- Date de sortie :
  - Pologne : 29 janvier 1971

## Distribution
- Ryszarda Hanin : Bosakowa
- Irena Szczurowska : surnommée Białowłosa
- Gustaw Lutkiewicz : skipper Józef Bosak
- Roman Kłosowski : magasinier Jasio
- Wacław Kowalski : Matusiak
- Franciszek Pieczka : Muraszko
- Tadeusz Gwiazdowski : quartier-maître
- Ewa Maria Hesse : Zosia, la femme de Jasio
- Teresa Lipowska : Żeberkiewiczowa
- Henryk Bista : Żeberkiewicz
- Stanisław Zatłoka : Czaruś